# Boston Marathon 1978
De Boston Marathon 1978 werd gelopen op maandag 17 april 1978. Het was de 82e editie van deze marathon.
De Amerikaan Bill Rodgers finishte bij de mannen als eerste in 2:10.14. Het was zijn tweede overwinning in deze marathon; eerder won hij de wedstrijd in 1975. Zijn landgenote Gayle Barron won bij de vrouwen in 2:44.52.
In totaal finishten er 4071 marathonlopers, waarvan 3885 mannen en 186 vrouwen.

## Uitslagen

### Mannen
| rang   | naam            | land | tijd    |
| ------ | --------------- | ---- | ------- |
| Goud   | Bill Rodgers    | USA  | 2:10.14 |
| Zilver | Jeff Wells      | USA  | 2:10.16 |
| Brons  | Esa Tikkanen    | FIN  | 2:11.16 |
| 4      | Jack Fultz      | USA  | 2:11.18 |
| 5      | Randy Thomas    | USA  | 2:11.26 |
| 6      | Kevin Ryan      | NZL  | 2:11.44 |
| 7      | Don Kardong     | USA  | 2:14.08 |
| 8      | John Lodwick    | USA  | 2:14.13 |
| 9      | Yutaka Taketomi | JPN  | 2:14.35 |
| 10     | Tom Fleming     | USA  | 2:14.45 |

### Vrouwen
| rang   | naam                | land | tijd    |
| ------ | ------------------- | ---- | ------- |
| Goud   | Gayle Barron        | USA  | 2:44.52 |
| Zilver | Penny Demoss        | USA  | 2:45.36 |
| Brons  | Jane Killion        | USA  | 2:47.23 |
| 4      | Kim Merritt         | USA  | 2:47.52 |
| 5      | Lauri Pedrinan      | USA  | 2:48.42 |
| 6      | Kiyoko Obata        | JPN  | 2:52.34 |
| 7      | Eleonora Demendonca | BRA  | 2:52.49 |
| 8      | Linda Donkelaar     | USA  | 2:52.58 |
| 10     | Gayle Olinekova     | CAN  | 2:53.20 |

1897 ·
1898 ·
1899 ·
1900 ·
1901 ·
1902 ·
1903 ·
1904 ·
1905 ·
1906 ·
1907 ·
1908 ·
1909 ·
1910 ·
1911 ·
1912 ·
1913 ·
1914 ·
1915 ·
1916 ·
1917 ·
1918 ·
1919 ·
1920 ·
1921 ·
1922 ·
1923 ·
1924 ·
1925 ·
1926 ·
1927 ·
1928 ·
1929 ·
1930 ·
1931 ·
1932 ·
1933 ·
1934 ·
1935 ·
1936 ·
1937 ·
1938 ·
1939 ·
1940 ·
1941 ·
1942 ·
1943 ·
1944 ·
1945 ·
1946 ·
1947 ·
1948 ·
1949 ·
1950 ·
1951 ·
1952 ·
1953 ·
1954 ·
1955 ·
1956 ·
1957 ·
1958 ·
1959 ·
1960 ·
1961 ·
1962 ·
1963 ·
1964 ·
1965 ·
1966 ·
1967 ·
1968 ·
1969 ·
1970 ·
1971 ·
1972 ·
1973 ·
1974 ·
1975 ·
1976 ·
1977 ·
1978 ·
1979 ·
1980 ·
1981 ·
1982 ·
1983 ·
1984 ·
1985 ·
1986 ·
1987 ·
1988 ·
1989 ·
1990 ·
1991 ·
1992 ·
1993 ·
1994 ·
1995 ·
1996 ·
1997 ·
1998 ·
1999 ·
2000 ·
2001 ·
2002 ·
2003 ·
2004 ·
2005 ·
2006 ·
2007 ·
2008 ·
2009 ·
2010 ·
2011 ·
2012 ·
2013 ·
2014 ·
2015 ·
2016 ·
2017 ·
2018 ·
2019 ·
2020 ·
2021 ·
2022